# Венкатеша
Венкатеша, Венкатешвара — одна з форм Вішну в індуїзмі, молодше втілення Вішну, також має ім'я Венкатачалапаті, Шрініваса і Баладжі на Півночі Індії. Одна половина — Вішну, інша — Шива, кожна половина має свої спеціальні атрибути і прикраси. Ця форма є предметом поклоніння і вішнуїтів, і шіваїтів.
У перекладі «Венкатешвара» означає «Господь, що руйнує гріхи». Згідно з вайшнавськими переказами, Вішну прийняв форму Венкатешвара з любові до своїх відданих та з метою подарувати порятунок всьому людству в епоху Калі-юга. Початкове божество Венкатешвара встановлено в храмі Тірумали Венкатешвара, розташованому на пагорбі Венкатадрі, одному з семи пагорбів Тірумали, біля підніжжя яких розкинулося місто індуїстських храмів Тірупаті (округ Чітур, Андхра-Прадеш, Індія). Легенда появи Венкатешвара описана в «Стхала-Пурані».